# George Arthur Mathews
George Arthur Mathews (* 4. Juni 1852 in Potsdam, New York; † 19. April 1941 in Los Angeles, Kalifornien) war ein US-amerikanischer Politiker.
Mathews studierte an der Upper Iowa University in Fayette und besuchte später die Law School der University of Iowa in Iowa City. 1878 wurde er in die Anwaltschaft aufgenommen und praktizierte in Corning. Ein Jahr später zog er in die Stadt Brookings im Dakota-Territorium (im heutigen South Dakota) und praktizierte dort weiter.
1884 war Mathews Staatsanwalt des fünften Gerichtsbezirks im Dakota-Territorium. Er wurde als Republikaner in den 51. Kongress gewählt und vertrat dort als Delegierter das Dakota-Territorium vom 4. März 1889 bis zum 2. November 1889, als das Territorium in einen Bundesstaat umgewandelt wurde, im US-Repräsentantenhaus. Von 1897 bis 1903 war er Bürgermeister von Brookings und praktizierte dann wieder in seinem alten Beruf. 1910 ging Mathews in den Ruhestand und zog nach Los Angeles. Dort starb er am 19. April 1941. Seine Asche wurde auf dem Greenwood Cemetery in Brookings beigesetzt.